# 요다 쓰요시
요다 쓰요시(일본어: 与田 剛, 1965년 12월 4일 ~ )는 일본의 전 프로 야구 선수이자 야구 지도자, 야구 해설가·평론가이며, 현재 주니치 드래곤스 감독이다. 지바현 기미쓰시 출신이며 현역 시절 포지션은 투수였다.
1999년부터 2000년까지 등록명은 ‘与田 剛士’(동음).

## 인물

### 프로 입단 전
아시아 대학 시절 부상이 많아질 정도로 등판할 기회는 거의 없었다. 대학 시절에는 오른팔에 혈행 장애를 앓고 있었지만 이것은 근육이 지나치게 발달한 것이 원인이라고 하는 드문 증상이었다. 그러나 사회인 야구팀 시절(NTT 도쿄)에 150 km/h를 넘는 강속구로 세간의 주목을 받는 등 전일본 대표 선수로 발탁되기도 했다.

### 현역 시절
1989년 프로 야구 드래프트 1순위로 주니치 드래건스에 입단, 1년차인 1990년에는 첫 등판이자 개막전인 4월 7일의 요코하마 다이요 웨일스전에서 연장 11회초에 무사 1, 3루 위기 상황에서의 구원으로 등판하여 2개의 삼진을 포함한 무실점으로 호투했다. 첫 등판 때에는 홈에서의 클로즈 플레이를 둘러싸고 판정은 아웃이어서 득점을 허용하지 않기는 했지만 격렬하게 접촉을 한 상대 주자에게 격노하면서 난투극이 일어나기 직전에 몰리기도 했다.
그 후에도 중간 계투로서 활약해 올스타전에서도 팬 투표로 선출되는 등 신인으로서는 사상 최다 기록인 31세이브를 기록하여 센트럴 리그 신인왕과 최우수 구원 투수 타이틀을 동시에 석권했다. 1990년 8월 15일의 히로시마 도요 카프전(히로시마 시민 구장)에서는 157 km/h의 구속을 측정해 당시 일본인으로서의 최고 속도 기록을 경신하면서 이 기록으로 인해 ‘강속구 투수’라고 불렸다.
요다는 상대 타자에게 사구를 주면서도 사과하거나 고개를 숙이는 일은 거의 없었는데 특히 1994년 6월 22일의 요코하마 베이스타스전에서는 글렌 브랙스에게 위협구 수준의 몸쪽 공을 던졌을 때도 사과하지 않아 브랙스는 격노하면서 요다에게 달려가 주먹을 휘두르는 등 급기야 양팀 선수들까지 가세해 난투극이 일어나기도 했다. 그 자리에서 퇴장 당한 요다(브랙스도 같이 퇴장)는 벤치로 돌아갔을 때 글러브를 벗어서 바닥에 내팽개쳤다.
그러나 어깨나 팔의 부담으로 선수 생명을 단축하는 패턴에 빠지면서 진통제 주사를 맞을 정도의 선수 생활을 보내는 등의 시련을 겪었고 4년차 이후에는 오른쪽 팔꿈치 통증으로 인해 뚜렷한 성적을 남기지 못한 채 1996년 시즌 도중 나이토 나오유키와의 맞트레이드로 지바 롯데 마린스에 이적했고 1996년에는 미국으로 야구 유학을 떠났다.
이듬해 1997년 오프에는 지바 롯데의 자유 계약 선수가 되었고, 1998년에는 닛폰햄 파이터스의 테스트를 통해 입단했다. 그 후 자유 계약이 공시 되면서 2000년에는 한신 타이거스에 입단, 같은 해 2000년 시즌 끝으로 현역에서 은퇴했다.

### 그 후
은퇴 후 2001년부터 NHK의 야구 해설위원으로 활동하는 것 외에도 지바 현의 본거지를 두고 있는 사회인 야구팀 ‘사우전드리프 이치하라’의 투수 코치를 맡고 있다. 그리고 전일본 여자 야구팀의 투수 코치도 맡았다. 2009년에는 월드 베이스볼 클래식 일본 국가대표팀의 투수 코치(불펜 담당)로서 대회 2연패에 기여했는데 WBC에서는 큰 점수차이의 리드가 있는 경기에서 불펜으로 대기하고 있던 투수진에게 벤치로 돌아가 응원하도록 지시한 야마다 히사시 투수 코치에 대해 “무엇이 있을지 모르기 때문에 돌아오지 않아서 좋다”라고 말하는 등 의견이 대립되기도 했다.
2009년 4월부터 2011년 3월까지 NHK 《선데이 스포츠》의 스포츠 캐스터를 맡았고 현역에서 은퇴하고 해설가로서의 일을 맡은 후 전직 아나운서였던 부인으로부터 부드러운 말투나 표정을 만드는 방법을 정중하게 배웠다고 한다.

## 상세 정보

### 출신 학교
- 기사라즈 주오 고등학교(현: 기사라즈 종합고등학교)
- 아시아 대학

### 선수 경력
사회인 시대
- NTT 도쿄

프로팀 경력
- 주니치 드래곤스(1990년 ~ 1996년)
- 지바 롯데 마린스(1996년 ~ 1997년)
- 닛폰햄 파이터스(1998년 ~ 1999년)
- 한신 타이거스(2000년)

### 지도자 경력
- 제2회 월드 베이스볼 클래식 일본 국가대표팀 투수 코치(2009년)
- ‘사우전드 리프 이치하라’ 투수 코치
- 제3회 월드 베이스볼 클래식 일본 국가대표팀 투수 코치(2013년)
- 도호쿠 라쿠텐 골든이글스 1군 투수 코치(2016년 ~ 2018년)
- 주니치 드래곤스 감독(2019년 ~ )

### 수상·타이틀 경력

#### 타이틀
- 최우수 구원 투수 : 1회(1990년)

#### 수상
- 신인왕(1990년)
- 월간 MVP : 1회(1990년 6월)
- 파이어맨상 : 1회(1989년)

### 개인 기록

#### 첫 기록
- 첫 등판 : 1990년 4월 7일, 대 요코하마 다이요 웨일스 1차전(나고야 구장), 11회초에 2번째 투수로서 구원 등판·마무리, 1이닝 무실점
- 첫 탈삼진 : 상동, 11회초에 요코타니 아키마사로부터
- 첫 세이브 : 1990년 4월 12일, 대 야쿠르트 스왈로스 3차전(메이지 진구 야구장), 7회말 1사에서 4번째 투수로서 구원 등판·마무리, 2와 2/3이닝 1실점
- 첫 승리 : 1990년 4월 18일, 대 히로시마 도요 카프 2차전(나고야 구장), 10회초에 5번째 투수로서 구원 등판·마무리, 2이닝 무실점
- 첫 선발 : 1990년 9월 12일, 대 요코하마 다이요 웨일스 23차전(나고야 구장), 8이닝 5실점(4자책점)에서 패전 투수

#### 기타
- 올스타전 출장 : 2회(1990년, 1992년)

### 등번호
- 29(1990년 ~ 1996년)
- 30(1997년)
- 34(1998년 ~ 1999년)
- 38(2000년)
- 92(2016년 ~ )

### 등록명
- 与田 剛(1990년 ~ 1999년)
- 与田 剛士(2000년)

### 연도별 투수 성적
| 연 도      | 소 속      | 등 판 | 선 발 | 완 투 | 완 봉 | 무 4 구 | 승 리 | 패 전 | 세 이 브 | 홀 드 | 승 률 | 타 자 | 이 닝 | 피 안 타 | 피 홈 런 | 볼 넷 | 고 4 | 몸 맞 | 탈 삼 진 | 폭 투 | 보 크 | 실 점 | 자 책 점 | 평 자 책 | W H I P |
| ---------- | ---------- | ----- | ----- | ----- | ----- | ------- | ----- | ----- | -------- | ----- | ----- | ----- | ----- | -------- | -------- | ----- | ---- | ----- | -------- | ----- | ----- | ----- | -------- | -------- | ------- |
| 1990년     | 주니치     | 50    | 2     | 0     | 0     | 0       | 4     | 5     | 31       | --    | .444  | 353   | 88.1  | 64       | 10       | 28    | 2    | 5     | 70       | 2     | 0     | 34    | 32       | 3.26     | 1.04    |
| 1991년     | 주니치     | 29    | 0     | 0     | 0     | 0       | 0     | 3     | 2        | --    | .000  | 197   | 45.1  | 39       | 4        | 26    | 0    | 2     | 38       | 4     | 0     | 17    | 16       | 3.18     | 1.43    |
| 1992년     | 주니치     | 41    | 2     | 0     | 0     | 0       | 2     | 5     | 23       | --    | .286  | 315   | 72.1  | 60       | 6        | 38    | 5    | 2     | 69       | 3     | 0     | 28    | 28       | 3.48     | 1.35    |
| 1993년     | 주니치     | 15    | 1     | 0     | 0     | 0       | 1     | 3     | 3        | --    | .250  | 100   | 19.1  | 23       | 5        | 19    | 0    | 1     | 18       | 1     | 0     | 23    | 21       | 9.78     | 2.17    |
| 1994년     | 주니치     | 7     | 3     | 0     | 0     | 0       | 0     | 3     | 0        | --    | .000  | 81    | 15.0  | 21       | 2        | 15    | 0    | 1     | 12       | 4     | 0     | 21    | 20       | 12.00    | 2.40    |
| 1995년     | 주니치     | 5     | 1     | 0     | 0     | 0       | 1     | 0     | 0        | --    | 1.000 | 38    | 6.0   | 10       | 2        | 10    | 0    | 1     | 5        | 0     | 0     | 8     | 8        | 12.00    | 3.33    |
| 1999년     | 닛폰햄     | 1     | 0     | 0     | 0     | 0       | 0     | 0     | 0        | --    | ----  | 5     | 1.0   | 1        | 0        | 1     | 0    | 0     | 0        | 0     | 0     | 1     | 1        | 9.00     | 2.00    |
| 통산 : 7년 | 통산 : 7년 | 148   | 9     | 0     | 0     | 0       | 8     | 19    | 59       | --    | .296  | 1089  | 247.1 | 218      | 29       | 137   | 7    | 12    | 212      | 14    | 0     | 132   | 126      | 4.58     | 1.44    |

- 굵은 글씨는 시즌 최고 성적